# 矢新愛梨
矢新 愛梨（やしん あいり、1998年8月4日 - ）は、日本の女優。トキエンターアライヴ所属。鳥取県米子市出身。
ジェフユナイテッド市原・千葉 プロモーションメンバー。

## 来歴
特技はダンス、書道。
中学ではバドミントン部で部長。
高校進学を機に上京。
キャスティングドットジェイピーを経て、アレンプロモーションに所属、後にフルゴリラに所属しOne Side Gameとして笹平 奈那、涼井 綾乃と共に2019年8月31日からユニット活動を行う。2021年12月19日にOne Side Gameが解散してからはフリーランスとして活動。
新潮社の雑誌、ニコ☆プチにてデビュー（2010年10月）。増田和由監督作品「カムパネルラの恋 第一章 〜恋のおまじないと告白〜」にて主演映画デビュー（2014年5月）。ストレイドッグプロモーション制作「問題の無い私たち」にて初舞台（2015年8月）。
2022年8月14日よりアキュアマーメイドとして活動開始。
2022年11月1日よりトキエンターアライヴに所属。

## 人物・エピソード
小学生の時、走る際に笑いながら走る癖があり、それがとても印象的であり母親などが笑いながら走る姿を見ていた。また、この時自分はモーニング娘になるとばかり思っており、モーニング娘に憧れていた。
友人の朝倉ふゆなとは高校1年生の時同じクラスであった。また、この時サンリオキャラクターの文房具を愛用していた。
スポーツ観戦が好きであり、その中でも野球観戦とサッカー観戦が好きで、よく野球中継やサッカー中継を見る。また、趣味としてはサッカー観戦を挙げている。
好物はおつまみであり、苦手な食べ物は、見た目が苦手とのことで魚介系である。なお魚卵は例外で好物である。また、苦手なものはおばけである。
得意なことは書道と100マス計算。
珠算検定三段の資格を持っている。
ピンク色と白色が好みである。

## 出演

### テレビ
- ピカルの定理（フジテレビ、2012年11月）[1]
- 業界怪談シーズン3 “中の人だけ知っている”（NHK BS4K、2023年3月18日）[2][16][注 1]
- キス×kiss×キス～メルティングナイト（テレビ東京、2022年10月20日 - 12月22日）[2][注 2]
- WIN BY ALL（千葉テレビ、2023年9月24日）[17][18]
- 秋山と映画（テレビ朝日、2024年3月14日）[19][20][注 3]
- 彼のいる生活（TOKYO MX、2024年5月10日）[21][注 4]

### 映画
- 「カムパネルラの恋」（2014年5月、監督：増田和由） - 主演 内田沙希 役[1][12]

### 配信ドラマ
- ギルガメッシュFIGHT（Paravi、2022年12月25日 - 2023年1月29日）[22][23][24][注 5]

### 雑誌
- ニコ☆プチ（新潮社、2010年10月 - 2012年3月）[1]
- 方言女子（マガジンハウス、2013年9月）[1][25][26]
- Seventeen2015年8月号（集英社、2015年7月）[1]

### 舞台
- ストレイドッグプロモーション制作「問題の無い私たち」（2015年8月） - 葉月 役[13][14]
- アリスインプロジェクト制作 「ハイスクールミレニアム2015」（2015年12月） - 兜川 灯 役
- SHOWMAN'S制作 「ドリームレスキュー2016~エピソード0なのです」（2016年2月） - 月島レモン 役
- エアースタジオ制作 「飯田家の最期」（2016年3月） - 岡本ゆうな 役
- SHOWMAN'S制作 「ドリームレスキュー・言うことナース！〜いちもにもなくエピソード3〜」（2016年4月） - ナース高原 役
- エアースタジオ制作 「蒼い季節」（2016年5月） - 初音 役
- アリスインプロジェクト制作 「イマジカル・マテリアル」（2017年3月） - 石原サチコ 役
- 朝倉薫プロデュース 「遥かなるミドルガルズ」（2017年6月）
  - 【空組】機関長テップ - 野沢遥 役
  - 【海組】ガーディアン・アイリス - 相浦彩芽 役
- エアースタジオ制作 「GO!JET!GO!GO!vol.1」（2017年7月） - 美月 役
- エアースタジオ制作 「飯田家の最期」（2017年9月） - 飯田朋美 役
- 劇団ドリームプリンセス 「白と黒の忘年会 〜納めて初めて仕事編〜」（2017年12月） - 小絵 役
- SAB-onプロデュース 「徒桜」（2018年1月 - 2月） - 小早川景子 役
- 「Tokyo Creative Kids Festival」（2018年3月、舞浜アンフィシアター） - performer出演
- エアースタジオ制作 「GO,JET!GO!GO!vol.1」（2018年4月 - 5月） - 美月 役
- エアースタジオ制作 「オサエロ」（2018年7月） - 坂下昭代 役
- エアースタジオ制作 「GO,JET!GO!GO!vol.2」（2018年8月） - 美月 役
- ゆめまち劇場主催 「リライト」（2018年12月） - 西希 役
- エアースタジオ制作 「GO,JET!GO!GO!vol.3」（2019年1月） - 美月 役
- エアースタジオ制作 「GO,JET!GO!GO!vol.4」（2019年4月） - 美月 役
- ゆめまち劇場主催 ミュージカル「VOICE」（2019年5月） - ライト 役
- エアースタジオ制作 「GO,JET!GO!GO! ZERO」（2019年7月） - 美月 役
- エアースタジオ制作 「GO,JET!GO!GO!vol.5」（2019年8月） - 美月 役
- BIGUP制作 「Darc〜麗しのオールドローズ〜」（2019年10月） - ジャンヌ・ダルク 役
- RaveAmenity本公演vol.4 「闘え！らーめん野郎！」（2019年12月） - 田所遥 役
- BIGUP制作 「リライト」（2020年2月） - 黒須愛子先生 / ミスブレイク 役
- BIGUP制作 「VOICE」（2020年4月 - 5月） - ヒロイン・セイミー 役(※無期限延期中)
- 劇団新劇団第5回公演 「壬生魔浪士組〜魔法少女たちの放課後〜」（2020年7月） - 大高リズム 役
- エアースタジオ制作「オサエロ」（2020年9月） - ヒロイン・沢口夏子 役
- BIGUP制作 ミュージカル「モンブラン〜黄昏のROUTE69」（2020年12月） - ショコラ 役
- Zero from ViStar企画 #2 「Boxing Day」（2020年12月） - 【Moment】ヒロイン・天野 糸役
- くちなし第2回公演「なにものか、」（2021年10月）- 早川 香織 役
- 演劇企画チーム518 「フィクションpart2〜銀座、初夏のコメディ祭り！？」（2021年7月） - 【Flashback】夏野灯里 役
- 舞台「アサルトリリィ Lost Memories」（2022年1月23日 - 30日、東池袋・サンシャイン劇場） - 安藤鶴紗 役[27][注 6]
- BIGUP制作 「リセット」（2022年10月13日 - 16日、南池袋・シアターグリーンBIG TREE THEATER） - ブレイク 役[29][30]
- TETRA制作 パフォーマンス舞台「うつろい」（2022年12月15日 - 18日、恵比寿・エコー劇場） - 東松山富美子 役[31][32][33]
- 舞台「アサルトリリィ・イルマ女子美術高校編 -The Gleam of Dawn-」（2023年4月13日 - 19日、亀有・かめありリリオホール） - 續木姫翠 役[34][35]
- オラクルナイツ、ピウス主催 舞台「人狼 ザ・ライブプレイングシアター」#48:WITCH III 星降る夢と13人の魔女（2023年5月6日 - 13日、新宿・シアターサンモール） - 水瓶座 ベリンダ 役[36]
- ILLUMINUS企画・製作 舞台「イリス・ノワール -焔罪のミサ-」（2023年6月10日 - 18日、北品川・六行会ホール） - エイミー 役[37][38][39][注 7]
- Pino Produce Vol.1 「まとまるふぉーぜ」（2023年11月22日 - 26日、東池袋・シアターKASSAI） - 斉藤知子 役[40][41][42][43]
- 製作トキエンタテインメント 舞台「それぞれの為」（2024年2月21日 - 27日、東池袋・シアターKASSAI） - キャンディー 役[44][45][46][47][48][注 8]
- SAB-onプロデュース 舞台「権乱業火〜忠心と反心と〜」（2024年5月9日 - 12日、中野・中野ザ・ポケット） - 天狐 役[49][50][51]
- BIGUP制作 ミュージカル『モンタージュ～届けたい一通のラブレター～』（2024年6月26日 - 30日、北上野・上野ストアハウス） - 糸田真奈美 / 池田真奈(まなたん) 役[52][53][54]
- 舞台『最大関係公約数』（2024年9月14日 - 16日、歌舞伎町・コフレリオ新宿シアター） - 管理人 役[55][56][注 9]
- 五反田タイガー 15th Stage 『Refrain〜でも、バイバイ！〜』（2024年10月23日 - 27日、新宿・シアターサンモール） - 母親ゾンビ（達川静香） 役[57][58]
- 舞台「アサルトリリィ・イルマ女子美術高校」-The Bond with the White Rose-（2024年12月5日 - 15日、代々木・こくみん共済 coop ホール／スペース・ゼロ） - 續木姫翠 役[59]
- 超次元ミュージカル「ネプテューヌ」Re:BOOT!!（2025年10月1日 - 5日〈予定〉、北品川・六行会ホール） - ビートル 役[60][61]

### イベント
- 矢新だ・シン（仮）vol.1（2023年5月21日、代々木・ミューズモード音楽院本館ホール）[62][63][64]
- トキエンタテインメント SUPER EVENT ～Thanks and Evolution～（2023年5月29日、千住・シアター1010）[65][66][注 10]
- MoeMiバースデーイベント「虹色ズコットにヴィヴァーチェを添えて」（2023年7月29日、南池袋・池袋LiveHouse mono） - ゲスト出演[67][68]
- 矢新だ・シンvol.2-生まれてきてくれてありがとうだシン-（2023年8月4日、下北沢・Live house 下北沢 VOICE FACTORY）[69][70][71]
- TOKI ENTERTAINMENT Super Event～Thanks and Evolution～（2023年8月12日、渋谷・DDD青山クロスシアター）[72][73][74]
- 遥りさ生誕祭☆2023（2023年8月14日、百人町・スナックまゆちゃん） - ゲスト出演[75][76][77]
- 『TAG イベント 〜あらい☆部プロジェクト出張編〜』(仮)（2023年9月10日、代々木・ミューズモード音楽院本館ホール）[78][79][80][81]
- 舞台「アサルトリリィ」 上映会＆トークショー（2023年10月17日 - 29日、中野・中野ザ・ポケット）[82][83][84][注 11]
- マーメイドと一緒にジェフ千葉を応援しよう！観戦イベント（2023年10月29日、川崎町・フクダ電子アリーナ）[85][86][87]
- ♠ ゆうきみゆ Birthday party 2023 ♠（2023年12月23日、赤坂・赤坂CHANCEシアター）[88][89][90]
- 新感覚即興インプロイベント 『Theaterlive Vol.16』（2024年2月25日、代々木・ミューズモード音楽院本館ホール）[91][92][93]
- 矢新だ・シン（仮）vol.3（2024年6月9日、歌舞伎町・歌舞伎町Sparkle）[94][95]
- 土曜日のりなちゃん企画 『小学生の放課後 vol.1』（2024年7月27日、弁天町・早稲田クローバースタジオ）[96][97]
- 矢新だ・シンvol.4　-26歳生まれてきてくれてありがとうだシン-（2024年8月4日、下北沢・Live house 下北沢 VOICE FACTORY）[98][99]
- BAR矢新だ・シン(プレ)（2024年10月28日、下北沢・Live house 下北沢 VOICE FACTORY）[100][101]
- 第2回　BAR　矢新だ・シン （プレ）　-ジェフ千葉頑張れだシン⚽-（2024年11月18日、下北沢・Live house 下北沢 VOICE FACTORY）[102][103]
- 第3回　BAR　矢新だ・シン Chrismas Party♡-（2024年12月17日、下北沢・Live house 下北沢 VOICE FACTORY）[104][105]
- 新春2025年 happy party cutie-（2025年1月13日、大久保・R'sアートコート(労音大久保会館)）[106][107]

### ネット配信
- 株式会社トキメディアワークス「トキエンターアライヴの女性陣がお送りする「あらい⭐部プロジェクト」」（2023年6月29日 -  、ニコニコ生放送）[108][109][110][111]
- AKIBAカルチャーズSTATION # 17（2024年7月30日、YouTube）[112][113][114][115]

### 動画
- 【Scene】2023明治安田生命J2リーグ 第36節 ベガルタ仙台戦（ジェフユナイテッド市原・千葉）（2023年9月25日、YouTube）[116][117][注 12]

### その他
- イズモミスコレクション ランウェイモデル（2012年12月）
- 渋谷コレクション ランウェイモデル（2012年12月）
- Top Model Collection ファイナリスト（2017年）
- SHOPLIST webモデル（2017年10月 - ）
- The Place of Tokyo Merry Xsmas Party〜《EXECUTIVE Link Secret Lounge》feat TOP MODEL COLLECTION ショーモデル（2017年12月）
- TOKYO GAME SHOW 2019 AKRacingモデル（2019年9月）
- 結城守「シトラスハニー」 - MV出演[118]